# Dálnice 20 (Izrael)

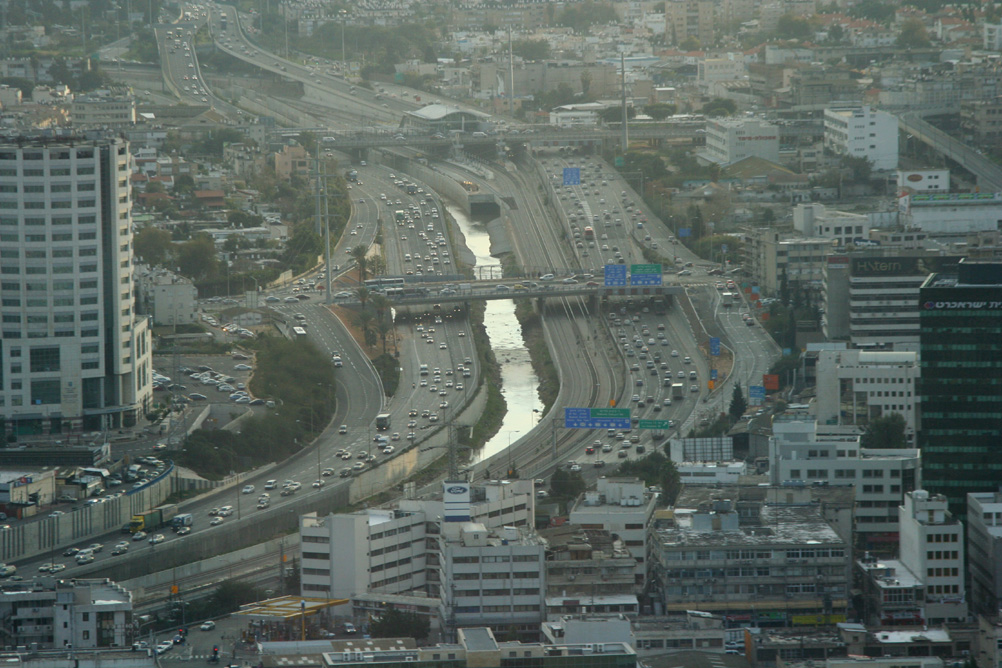
Meziúrovňová křižovatka La Guardia

Dálnice 20, více známá jako Ajalonská dálnice. podle vodního toku Nachal Ajalon, (hebrejsky נתיבי איילון, Netivej Ajalon) je hlavní dálnicí metropolitní oblasti Guš Dan. Vede podél východní hranici Tel Avivu v severojižním směru a spojuje všechny hlavní dálnice vedoucí do města – jako je dálnice č. 2 z Haify a severu země, dálnice č. 5 z východu a dálnice č. 1 z Jeruzaléma a jihovýchodu. Ajalonská dálnice je velmi zatížená a denně tu projede na 750 000 automobilů. Jedná se o hlavní dopravní koridor aglomerace Guš Dan, kterým kromě dálnice prochází i Ajalonská železniční trať, podél regulovaného koryta dolního toku Nachal Ajalon.